# Jabara
Koordinaten: 59° 21′ N, 27° 1′ O
Jabara ist ein Dorf (estnisch küla) in der Landgemeinde Lüganuse (Lüganuse vald). Es liegt im Kreis Ida-Viru (Ost-Wierland) im Nordosten Estlands.

## Beschreibung und Geschichte
Das Dorf hat 51 Einwohner (Stand 1. Januar 2012). Es liegt zwischen der Straße Tallinn-Sankt Petersburg und der estnischen Ostsee-Küste.
Jabara (früher Jäbara) wurde erstmals 1492 als Rappyarue myt der molen urkundlich erwähnt. Die Besiedlung ist wesentlich älter. Die Archäologin Marta Schmiedehelm hat in Ausgrabungen 1925/26 und 1933/34 die ältesten bronzezeitlichen Gräber in Estland mit ihren Artefakten freigelegt.
1977 wurde das Dorf Sope (Sope küla) Jabara eingemeindet.